# Контрим, Константин Владиславович
Константин Владиславович Контрим (пол. Konstanty Kontrym; 21 августа 1891, Дубно — 27 декабря 1967, Ейск) — генерал-майор ВС СССР, бригадный генерал Народного Войска Польского. Брат Болеслава Контрима.

## Биография
Поляк. Окончил 7 классов школы в Дубно, в 1902—1903 учился в Орловском кадетском корпусе.
В 1910—1913 — учился в Петербургском политехническом институте.
В Русской императорской армии с 1913 года, служил рядовым и унтер-офицером 139-го Моршанского пехотного полка. В начале 1915 года проходил офицерские курсы в Казани, произведён в подпоручики пехоты. Командир взвода и роты в 333-м Глазовском пехотном полку, участник сражений на Западном фронте в звании поручика, трижды ранен.
В РККА с 1918 года, инструктор и начальник отряда Красной гвардии в Вятке. С 16 декабря 1918 года по 10 февраля 1919 года начальник штаба 28-й стрелковой дивизии РККА, помощник командира и командир 88-го стрелкового полка 10-й стрелковой дивизии, командир южного отряда Вычегодской группы войск 6-й армии РККА в годы Гражданской войны. Дважды был ранен в боях. В 1921 году назначен для поручений при начальнике войск ВЧК Сибири А. А. Звездове. Окончил в 1922 году окончил высшую пехотную школу, в 1922 курсы Военной академии в Москве. Командир 12-го Туркестанского стрелкового полка в 1924 году. С 15 августа 1925 года по 15 июня 1926 года — командир 170-го Екатеринбургского стрелкового полка 57-й стрелковой дивизии. По причине проблем со здоровьем он долго не появлялся в полку, что заставило командование дивизии ходатайствовать о переводе Контрима в другой округ с подходящим климатом.
В 1930—1937 годах занимал должность по управлению образованием в военном деле. В 1936 году окончил высшую школу пехоты в Москве. В 1937 году в звании майора уволен в запас. Мобилизован в 1941 году в начале Великой Отечественной войны, занимал должность командира стрелкового полка 3-й армии и затем начальника отдела боевой подготовки 3-й армии. В 1941 году был ранен, в 1942 году контужен на Брянском фронте. Член ВКП(б) с 1942 года. С 1943 года командир 32-го учебного полка. 4 июня 1944 года направлен в Войско Польское в звании подполковника, назначен командиром 4-го резервного пехотного полка (Белосток). Произведён в полковники, 20 октября 1944 года назначен начальником фронтовых курсов младших лейтенантов 2-го пехотного училища Войска Польского в Люблине.
С 18 сентября 1945 года командир 15-й пехотной дивизии в Ольштыне, в декабре произведён в генералы бригады ПНР со старшинством с 1 января 1946 года. Квартирмейстер 2-го военного округа ПНР с августа 1947 года. 12 ноября 1948 года закончил службу в Войске Польском и вернулся в СССР, произведён там в генерал-майоры ВС СССР.

## Награды
Отмечен следующими советскими наградами:
- Орден Красного Знамени РСФСР (приказ РВСР № 594 от 1920 года)[1]
- Орден Красной Звезды (1944, за выслугу лет)[1]
- Орден Отечественной войны II степени[2]
- Орден Отечественной войны I степени (1945)[1]

Кавалер польских наград:
- Орден Возрождения Польши V степени (1945)
- Орден Возрождения Польши IV степени (1946)
- Орден «Крест Грюнвальда» III степени (1945)
- Золотой Крест Заслуги (1946)
- Медаль «За Варшаву 1939—1945»